# Gabriella Kouassi
Pour les articles homonymes, voir Kouassi.
Amelan Gabriella Behi Kouassi, née le 18 novembre 1979 à Livry-Gargan, est une athlète franco-ivoirienne. 

## Biographie
Sous les couleurs de la France, Gabriella Kouassi est médaillée d'or à l'heptathlon des Jeux de la Francophonie 2009 à Beyrouth.
Sous les couleurs de la Côte d'Ivoire, elle est médaillée d'argent en heptathlon aux Jeux africains de 2011 à Maputo, ainsi qu'aux championnats d'Afrique 2012 à Porto-Novo.

## Palmarès
| Date | Compétition                                   | Lieu       | Résultat | Épreuve    | Performance |
| ---- | --------------------------------------------- | ---------- | -------- | ---------- | ----------- |
| 2009 | Jeux de la Francophonie                       | Beyrouth   | 1re      | Heptathlon | 5 460 pts   |
| 2011 | Jeux africains                                | Maputo     | 2e       | Heptathlon | 5 714 pts   |
| 2012 | Championnats d'Afrique                        | Porto-Novo | 2e       | Heptathlon | 5 481 pts   |
| 2012 | Championnats d'Afrique des épreuves combinées | Réduit     | 2e       | Heptathlon | 5 766 pts   |

## Records
| Épreuve           | Performance    | Lieu    | Date            |
| ----------------- | -------------- | ------- | --------------- |
| Heptathlon        | 5 766 pts (NR) | Bambous | 14 avril 2012   |
| Lancer du javelot | 49,83 m (NR)   | Albi    | 29 juillet 2011 |